# ModNation Racers
ModNation Racers est un jeu vidéo de course développé par United Front Games sur console PlayStation 3 et PlayStation Portable. Modnation Racers sur PlayStation 3 a été annoncé et publié pour la première fois à l'E3 2009.
La version PSP a été annoncée en février 2010. Les deux versions du jeu ont été commercialisées en Europe le 21 mai 2010, le 19 mai au Royaume-Uni et en France, et le 25 mai en Amérique du Nord,. Une version bêta en ligne sur PS3 a été mise à disposition aux États-Unis en décembre 2009 et en Europe en janvier 2010. Une suite intitulée ModNation Racers: Road Trip est commercialisée sur console portable PlayStation Vita.

## Système de jeu
ModNation Racers est un jeu de course automobile dans lequel le joueur peut conduire des karts. D'ailleurs, les courses sont fortement inspirées de Mario Kart. Le jeu apporte cependant des variantes, comme la possibilité de faucher des adversaires, d'utiliser un bouclier ou de mettre le turbo. Le but est bien entendu de finir la course en première position par tous les moyens. ModNation Racers est aussi inspiré de LittleBigPlanet : le personnage peut être personnalisé et les circuits peuvent être mis en ligne.

## Modes de jeu
ModNation Racers présente différents modes de course :
- course solo : course d'entraînement où l'on choisit les paramètres et la course (course d'action : course avec des objets ; course pure : course sans objets ; course d'élimination : dernier kart en marche) ;
- course multijoueur : on peut y jouer avec ses amis en mode ad hoc ou avec la planète entière via mode Wi-Fi ;
- carrière : Championnat constitué de plusieurs circuits ; finir premier ou atteindre certains objectifs permet de débloquer des objets et des personnages.

### Mode carrière
Alors que le MRC (ModNation Racing Championship, la coupe du monde de ModNation Racers) est sur le point de débuter, le joueur incarne Tag, jeune pilote tagueur qui espère devenir champion. Son sponsor (sa mère, qui tient une boutique de peinture à la bombe) réussit à lui trouver un chef d'équipe pour qu'il puisse concourir. Tout au long du championnat, le joueur suit les aventures de Tag, de son entourage et du MRC par l'intermédiaire de cinématiques mettant en scène Tag, sa mère, son chef d'équipe, les autres pilotes et CM (Conservative Motors, qui veulent s'approprier Tag) ou montrant Biff Tradwell et Gary Reasons, les commentateurs du tournoi qui se détestent, Biff présente l'émission sans aucune gêne allant parfois dans l'exagération et aime ridiculiser Gary, tandis que celui-ci est plus calme et plus sérieux, il lui arrive cependant de se moquer de Biff lors de son absence. Le joueur progresse dans l'aventure en accomplissant des objectifs variés permettant de débloquer des nouveaux défis mais aussi des tenues, des pièces de circuits ou de karts. Avant chaque course, une cinématique montre les pilotes attendant le départ, ils se font souvent des coups bas comme par exemple voler le volant d'un de leur adversaire, foncer sur eux pour leur faire changer de position sur la ligne de départ ou encore, rayer la peinture de leur kart. (Ce genre de cinématique est très fréquent lorsque Tag affronte des pilotes élites du tournoi.).
Très vite, Tag devient un vedette du tournoi. Plus tard, il est dévoilé que son chef d'équipe n'est autre qu'un ancien coureur du MRC qui dut arrêter sa carrière de pilote après s'être fait « envoyer dans le mur » dans le troisième virage de la finale, il y a 25 ans. Celui qui a provoqué l'accident est Espresso (italien qui a un singe comme copilote), coureur sans scrupules, champion actuel du MRC. Le chef d'équipe de Tag rêve d'une vengeance.
Mais un jour, une bombe explose dans l'entrepôt de Tag alors que son chef d'équipe s'y trouve. Il tombe dans un très léger coma et Conservative Motors (la boutique de son oncle Richard) en profite pour acheter Tag à l'aide d'un contrat bien que sa mère lui en veuille. Tag devient vite un outil de marketing pour CM et perd son image auprès de ses supporters. Mais lors d'une entrevue avec sa mère, son chef sort de son coma et arrive à convaincre Tag de revenir dans son ancienne équipe. Il retrouva sa gloire auprès des fans. Puis, au bout d'efforts, il atteint enfin le moment tant attendu : La Grande Finale, ou il va pouvoir venger son chef d'Espresso (c'est le seul moment où il peut courir contre lui). Tag gagne la course et remporte le MRC et sa coupe. Mais le patron de CM vint et lui rappela son contrat : c'était CM le vainqueur car le contrat était en règle, même le chef d'équipe de Tag ne pouvait rien y faire. Mais la police intervient et arrête le patron de CM : c'était lui qui avait posé la bombe dans son entrepôt pour pouvoir arnaquer Tag. Puis Espresso, une fois la foule partie, vient voler la coupe à Tag. Mais le chef de Tag envoie Espresso dans le décor et il se reproduit le même accident qu'il y a 25 ans mais cette fois c'est Espresso la victime. Le MRC est fini et Tag est vainqueur. Par la même occasion, Gary se venge des insultes de Biff en lui faisant une prise vulcaine et salue les spectateurs.

### Aptitudes et Armes du jeu
Bien que le jeu "emprunte" une part logique de Mario Kart, ModNation Racers propose un style unique au niveau des armes pouvant être ramassées.
Chaque kart, appartenant à chaque coureur, est équipé d'un "Boom-Box" qui est une pièce nécessaire au kart du joueur s'il veut attaquer avec les armes qu'il obtient.  Et ce "Boom-Box" est également l'élément permettant d'utiliser la nitro. La barre de nitro est coupée en 4 afin d'aider le joueur à savoir quelle quantité de boost il lui reste. Mais cette barre sert aussi à se protéger en activant le bouclier qui protège de tout danger (un quart de la barre de nitro doit être rempli pour pouvoir l'activer), à faucher un adversaire (le tacler sur le côté) pour le mettre en déroute, ou encore à activer des mécanismes nécessitant une décharge électrique à envoyer sur une cible.
Quant aux armes, elles ne sont que 4, mais leur particularité est qu'elles peuvent être améliorées en de plus puissantes armes. Ces armes sont contenues dans des balises qui décernent une arme aléatoirement. L'arme obtenu au départ n'est que de niveau 1, pour l'améliorer il faut toucher une autre balise qui fera augmenter le niveau et l'efficacité de l'arme. Mais il est également possible de passer l'arme en mode secondaire, c'est-à-dire s'en servir comme moyen de défense.
En voici la liste :
Catégorie 1 : Missile (couleur représentative : rouge)
- Niveau 1 : MK2 : tirer un missile rectiligne ricochant 2 à 3 fois sur les parois du circuit, fait exploser le kart d'un adversaire (au sens qu'il ne reste rien du véhicule) si elle le touche. En mode secondaire, laisser derrière-vous une mine qui explosera au moindre contact ou qui s'autodétruira au bout de 3s.
- Niveau 2 : Essaim : tirer 3 missiles survolant le circuit et s'abattant sur l'adversaire vous précédant. En mode secondaire, laisser derrière-vous une mine qui explosera au moindre contact.
- Niveau 3 : Hydre : tirer un gros missile se divisant en une multitude de missiles qui iront chacune s'abattre sur tous les adversaires vous précédant. En mode secondaire, laisser derrière-vous une mine qui explosera au moindre contact ou si un adversaire passe dans son rayon de détection.
Catégorie 2 : Eclair (couleur représentative : violet)
- Niveau 1 : Eclair : lancer une décharge électrique rectiligne qui s'arrêtera s'il elle touche une paroi ou qui électrocutera un adversaire en le touchant (si deux adversaires sont côte à côte ils seront électrocutés). En mode secondaire, laisser derrière-vous une mine qui libérera une décharge électrique au moindre contact ou qui s'autodétruira au bout de 3s.
- Niveau 2 : Eclair en Chaîne : tirer décharge électrique survolant le circuit et s'abattant sur l'adversaire vous précédant, si plusieurs adversaires se trouve près lui, ils seront alors aussi électrocutés. En mode secondaire, laisser derrière-vous une mine qui libérera une décharge électrique au moindre contact.
- Niveau 3 : Tempête Eclair : tirer une grosse roquette s'envolant dans le ciel créant un gigantesque orage qui enverra des éclairs sur les adversaires vous précédant. En mode secondaire, laisser derrière-vous une mine qui libérera une décharge électrique au moindre contact ou si un adversaire passe dans son rayon de détection.
Catégorie 3 : Onde Sonique (couleur représentative : bleu)
- Niveau 1 : Bombe Sonique : provoquer autour de votre kart une onde sonique qui fera décoller et arrêter les adversaires (assourdis par le bruit) si plusieurs d'entre eux sont trop près du kart. En mode secondaire, laisser derrière-vous une mine qui libérera une onde sonique au moindre contact ou qui s'autodétruira au bout de 3s.
- Niveau 2 : Canon Sonique : tirer devant-soi 3 bombes sonique en l'air qui exploseront en retombant sur le circuit sous la forme d'ondes sonique affectant les adversaires trop proches de ces ondes sonique. En mode secondaire, laisser derrière-vous une mine qui libérera une onde sonique au moindre contact.
- Niveau 3 : Fissure Sonique : tirer une grosse bombe sonique survolant et fonçant à toute allure sur le circuit et qui libère des vagues d'ondes sonique dévastatrices sur les adversaires vous précédant (et même sur le décor du circuit). En mode secondaire, laisser derrière-vous une mine qui libérera une onde sonique au moindre contact ou si un adversaire passe dans son rayon de détection.
Catégorie 1 : Nitro (couleur représentative : vert)
- Niveau 1 : Point de Départ : enclencher un boost permettant de revenir dans le peloton. En mode secondaire, laisser derrière-vous une mine qui explosera, laissant ainsi une petite flaque luisante faisant partir en dérive les adversaires roulant dessus et qui disparaîtra au bout d'un certain temps.
- Niveau 2 : Compresseur : enclencher un puissant boost permettant de revenir dans le peloton et qui dure plus longtemps. En mode secondaire, laisser derrière-vous une mine qui explosera, laissant ainsi une grande flaque de luisante faisant partir en dérive les adversaires roulant dessus et qui disparaîtra au bout d'un certain temps.
- Niveau 3 : Vortex : fait apparaître devant-vous un portail vous transportant d'un point du circuit à un autre en 1s. Attention le portail peut aussi servir pour les adversaires roulant près de celui-ci. En mode secondaire, laisser derrière-vous une mine qui explosera, laissant ainsi une immense flaque luisante faisant partir en dérive les adversaires roulant dessus et qui disparaîtra au bout d'un certain temps.

## Système de création
Tout comme le jeu LittleBigPlanet, ModNation Racers possède un système de création très poussé et accessible à tous. L'accès s'y fait depuis le ModSpot via l'atelier de création.
À l'intérieur, trois endroits sont disponibles :
- création de mod (Personnage) : plusieurs caractères sont disponibles tels que la peau, les cheveux ou encore la voix.
- création de kart : divers élément sont disponibles (châssis, moteur, roues, volants…) afin de pouvoir personnaliser au maximum chaque voiture.
- création de circuit : de même que les premiers mode de création, celui-ci permet de créer totalement son propre circuit ; il est possible de définir la météo, le tracé de circuits et autres.